# Saint-Jean-d'Aulps
 Saint-Jean-d'Aulps  es una comuna y población de Francia, en la región de Ródano-Alpes, departamento de Alta Saboya, en el distrito de Thonon-les-Bains y cantón de Le Biot.
Su población en el censo de 1999 era de 1.022 habitantes.
Está integrada en la Communauté de communes de la Vallée d'Aulps, de la que es la mayor población.